# U.S. National Championships 1882 - Doppio maschile
Il doppio maschile del torneo di tennis U.S. National Championships 1882 si è disputato dal 31 agosto al 2 settembre sui campi in erba del Newport Casino di Newport, negli Stati Uniti.
Richard Sears e James Dwight hanno sconfitto in finale Crawford Nightgale e George Smith col punteggio di 6–2, 6–4, 6–4.

## Tabellone

### Legenda
| - Q = Qualificato - WC = Wild card - LL = Lucky loser | - ALT = Alternate - SE = Special Exempt - PR = Protected Ranking | - w/o = Walkover - r = Ritirato - d = Squalificato |

|  | Ottavi di finale                        | Ottavi di finale                        | Ottavi di finale                | Ottavi di finale             | Ottavi di finale |  |  | Quarti di finale                        | Quarti di finale                        | Quarti di finale                | Quarti di finale                | Quarti di finale                |   |   | Semifinali                              | Semifinali                              | Semifinali                              | Semifinali                      | Semifinali |   |   | Finale | Finale | Finale | Finale | Finale |  |
|  |                                         |                                         |                                 |                              |                  |  |  |                                         |                                         |                                 |                                 |                                 |   |   |                                         |                                         |                                         |                                 |            |   |   |        |        |        |        |        |  |
|  |                                         |                                         |                                 |                              |                  |  |  | Richard Sears James Dwight              | Richard Sears James Dwight              | Richard Sears James Dwight      | 6                               | 6                               |   |   |                                         |                                         |                                         |                                 |            |   |   |        |        |        |        |        |  |
|  | Hare William Powell Johnson             | Hare William Powell Johnson             | Hare William Powell Johnson     | 6                            | 6                |  |  | Hare William Powell Johnson             | Hare William Powell Johnson             | Hare William Powell Johnson     | 5                               | 1                               |   |   |                                         |                                         |                                         |                                 |            |   |   |        |        |        |        |        |  |
|  | Johnson E. E. Denniston                 | Johnson E. E. Denniston                 | Johnson E. E. Denniston         | 0                            | 2                |  |  |                                         |                                         |                                 |                                 |                                 |   |   | Richard Sears James Dwight              | Richard Sears James Dwight              | Richard Sears James Dwight              | 6                               | 6          |   |   |        |        |        |        |        |  |
|  | Clarence Clark Howard Taylor            | Clarence Clark Howard Taylor            | Clarence Clark Howard Taylor    | Clarence Clark Howard Taylor | w/o              |  |  |                                         |                                         | Clarence Clark Howard Taylor    | Clarence Clark Howard Taylor    | Clarence Clark Howard Taylor    | 4 | 1 |                                         |                                         |                                         |                                 |            |   |   |        |        |        |        |        |  |
|  | Boti R.S. Codman                        | Boti R.S. Codman                        | Boti R.S. Codman                | Boti R.S. Codman             |                  |  |  | Clarence Clark Howard Taylor            | Clarence Clark Howard Taylor            | Clarence Clark Howard Taylor    | 6                               | 6                               |   |   |                                         |                                         |                                         |                                 |            |   |   |        |        |        |        |        |  |
|  | William Glyn William Thorne             | William Glyn William Thorne             | 6                               | 5                            | 7                |  |  | William Glyn William Thorne             | William Glyn William Thorne             | William Glyn William Thorne     | 4                               | 0                               |   |   |                                         |                                         |                                         |                                 |            |   |   |        |        |        |        |        |  |
|  | F. Eldridge James Rankine               | F. Eldridge James Rankine               | 1                               | 6                            | 5                |  |  |                                         |                                         |                                 |                                 |                                 |   |   | Richard Sears James Dwight              | Richard Sears James Dwight              | 6                                       | 6                               | 6          |   |   |        |        |        |        |        |  |
|  | Alexander Van Rensselaer Arthur Newbold | Alexander Van Rensselaer Arthur Newbold | 5                               | 6                            | 6                |  |  |                                         |                                         |                                 |                                 |                                 |   |   |                                         |                                         | Crawford Nightgale George Smith         | Crawford Nightgale George Smith | 2          | 4 | 4 |        |        |        |        |        |  |
|  | Arthur Rives Richard Stevens            | Arthur Rives Richard Stevens            | 6                               | 2                            | 2                |  |  | Alexander Van Rensselaer Arthur Newbold | Alexander Van Rensselaer Arthur Newbold | 6                               | 4                               | 9                               |   |   |                                         |                                         |                                         |                                 |            |   |   |        |        |        |        |        |  |
|  | Richard Conover Miller                  | Richard Conover Miller                  | Richard Conover Miller          | 6                            | 6                |  |  | Richard Conover Miller                  | Richard Conover Miller                  | 5                               | 6                               | 7                               |   |   |                                         |                                         |                                         |                                 |            |   |   |        |        |        |        |        |  |
|  | Congdon Rhodes                          | Congdon Rhodes                          | Congdon Rhodes                  | 3                            | 2                |  |  |                                         |                                         |                                 |                                 |                                 |   |   | Alexander Van Rensselaer Arthur Newbold | Alexander Van Rensselaer Arthur Newbold | Alexander Van Rensselaer Arthur Newbold | 3                               | 2          |   |   |        |        |        |        |        |  |
|  | Crawford Nightgale George Smith         | Crawford Nightgale George Smith         | Crawford Nightgale George Smith | 6                            | 6                |  |  |                                         |                                         | Crawford Nightgale George Smith | Crawford Nightgale George Smith | Crawford Nightgale George Smith | 6 | 6 |                                         |                                         |                                         |                                 |            |   |   |        |        |        |        |        |  |
|  | Rathbone Kneeland                       | Rathbone Kneeland                       | Rathbone Kneeland               | 0                            | 2                |  |  | Crawford Nightgale George Smith         | Crawford Nightgale George Smith         | 6                               | 1                               | 6                               |   |   |                                         |                                         |                                         |                                 |            |   |   |        |        |        |        |        |  |
|  | Joseph Clark W.B. Dixon                 | Joseph Clark W.B. Dixon                 | 3                               | 6                            | 6                |  |  | Joseph Clark W.B. Dixon                 | Joseph Clark W.B. Dixon                 | 2                               | 6                               | 3                               |   |   |                                         |                                         |                                         |                                 |            |   |   |        |        |        |        |        |  |
|  | E.S. Butler Woodman                     | E.S. Butler Woodman                     | 6                               | 2                            | 1                |  |  |                                         |                                         |                                 |                                 |                                 |   |   |                                         |                                         |                                         |                                 |            |   |   |        |        |        |        |        |  |